# Єне Кальмар
Єне Кальмар (також Єньо Кальмар, угор. Kalmár Jenő, нар. 21 березня 1908, Мочолад — пом. 13 січня 1990, Малага) — угорський футболіст, що грав на позиції нападника. По завершенні ігрової кар'єри — футбольний тренер. Як гравець відомий виступами, зокрема, за клуб «Хунгарія» і національну збірну Угорщини. Як тренер досяг найбільшого успіху, працюючи з клубом «Гонвед», що був у 50-х роках базовим для «золотої угорської команди».   

## Клубна кар'єра
Кальмар — вихованець юнацьких команд «Ференцвароша», хоча у дорослому футболі виступав у складі конкурента «Хунгарії». Перший ж сезон на високому рівні став великим успіхом для гравця. «Хунгарія» після трирічної перерви здобула титул чемпіона Угорщини, а сам гравець з 19-ма м'ячами став найкращим бомбардиром команди (а загалом третім у чемпіонаті), а також був визнаний найкращим футболістом року в Угорщині, регулярно грав у складі збірної Угорщини. На той момент Кальмару був 21 рік. Подальший злет гравця перервала важка травма — перелом ноги, отриманий восени 1929 року. Після річної перерви Кальмар зумів повернутися до гри, відвоював місце в основі «Хунгарії», повернувся до збірної, але такої ж результативності, яка у нього була в першому сезоні, більше не демонстрував.
Ще один трофей у складі «Хунгарії» додав до свого доробку в 1932 році. В фіналі Кубка Угорщини «Хунгарія» здолала «Ференцварош». Перший матч завершився нічиєю 1:1, а перегравання принесло перемогу команді Єне з рахунком 4:3. Посеред сезону 1933/34 Кальмар вирішив залишити команду. За шість сезонів у клубі він зіграв 69 матчів і забив 44 м'ячі у чемпіонаті. В 1928—1933 роках зіграв 9 матчів і забив 4 м'ячі у Кубку Мітропи, престижному міжнародному турнірі для найсильніших команд центральної Європи. Загалом у цьому турнірі на рахунку Єне 10 матчів, ще один він зіграє в 1940 році, коли знову гратиме у «Хунгарії».
Кальмар перебрався до Франції, де три сезони провів у складі команди «Ексельсіор» (Рубе). В першому з цих сезонів клуб посів 5 місце, після чого опустився в середину таблиці. Наступні роки Кальмар грав у командах «Рубе» та «Реймс», після чого повернувся до «Хунгарії».
Завершив професійну ігрову кар'єру у клубі «Кіштекст», за команду якого виступав протягом 1940—1944 років.

## Виступи за збірну
7 жовтня 1928 року Кальмар дебютував в офіційних матчах у складі національної збірної Угорщини в матчі проти Австрії. Перший гол забив у вересні 1929 року — дальнім ударом з 30-ти метрів знаменитому Франтішеку Планічці, воротарю збірної Чехословаччини. В 1930 році через травму Кальмар не грав за збірну, але знову активно викликався протягом 1931 — 1932 років. Загалом провів у формі головної команди країни 15 матчів, забивши 4 голи.

## Кар'єра тренера
Розпочав тренерську кар'єру 1940 року в команді «Кіштекст», ще продовжуючи грати у полі. В 1944 році працював з клубом «Гамма», керував командою у двох матчах незавершеному чемпіонату 1944/45 і 11 матчів у так званому воєнному чемпіонаті 1944 року, що пройшов в одне коло і вважається неофіційним. Першого успіху Кальмар досягнув з клубом  «Чепель», з котрим виграв чемпіонат 1947–48. Попрацювавши в командах «Вашаш» і «Дорогі», Єне очолив у 1952 році «Гонвед». Маючи державну підтримку, клуб зумів залучити до свого складу багатьох провідних футболістів країни того часу, серед них: Ференц Пушкаш, Йожеф Божик, Шандор Кочиш, Золтан Цибор, Дьюла Грошич, Дьюла Лорант, Лайош Тіхі, Ласло Будаї. «Гонвед» став базовою командою для збірної Угорщини, так званої «золотої команди», що в 1950 — 1955 роках програла лише один матч, хоча й найважливіший — фінал чемпіонату світу 1954. Маючи такий склад, «Гонвед» вважався одним з найсильніших клубів Європи, що доводив у товариських матчах. На внутрішній арені під керівництвом Кальмара клуб тричі здобував чемпіонський титул — у 1952, 1954 і 1955 роках. В 1956 році «Гонвед» проводив товариські матчі у Іспанії. У цей час в Угорщині розпочалось повстання. Команда вирішила не повертатись на батьківщину, а продовжила проводити товариські матчі в Іспанії і Південній Америці. Клуб залишили провідні гравці, зокрема, Пушкаш, Кочиш і Цибор. Кальмар, залишившись без роботи, перебрався до Австрії, де тренував віденські «Ваккер» і «Вінер Шпорт-Клуб», а потім до Іспанії. Загалом у угорській першості Кальмар у ролі тренера провів 270 матчів (з врахуванням роботи у клубі «Гамма»). 
Першим іспанським клубом для тренера стала «Севілья», з якою він попрацював лише у 8 матчах. Робота з клубом «Гранада» вийшла більш вдалою — вихід до фіналу Кубку Іспанії 1958—1959. У вирішальному матчі «Гранада» поступилась «Барселоні» з рахунком 1:4, а два голи у суперника забив колишній підопічний Кальмара по «Гонведу» Шандор Кочиш. Наступні три роки Єне працював за межами Іспанії у клубах «Хапоель» (Тель-Авів) (перемога у Кубку Ізраїлю) і «Порту» (друге місце чемпіонату). Повернувшись до Іспанії, прийняв друголіговий «Реал Вальядолід», а за рік «Гранаду», яка на той час також встигла вилетіти з Прімери, але під керівництвом Кальмара повернулась до еліти. Недовго пробувши в шведському «Гальмстаді», Єне прийняв «Еспаньйол», з котрим завоював бронзові медалі у сезоні 1966/67. У 1970 році Кальмар вивів до Прімери клуб «Малага», з яким загалом працював три сезони. Останнім клубом для угорського тренера став  «Еркулес». Загалом у вищому іспанському дивізіоні Кальмар провів у ролі тренера 167 матчів, а з врахуванням другого дивізіону і Кубку Іспанії — 316. 
Помер Єне Кальмар 13 січня 1990 року на 82-му році життя у місті Малага.

## Статистика виступів за збірну
| Дата       | Місто    | Господарі      | Результат | Гості          | Турнір                   | Голи | Примітки |
| ---------- | -------- | -------------- | --------- | -------------- | ------------------------ | ---- | -------- |
| 07/10/1928 | Відень   | Австрія        | 5 – 1     | Угорщина       | Кубок Центральної Європи | -    |          |
| 24/02/1929 | Коломб   | Франція        | 3 – 0     | Угорщина       | товариський матч         | -    |          |
| 05/05/1929 | Відень   | Австрія        | 2 – 2     | Угорщина       | товариський матч         | -    |          |
| 08/09/1929 | Прага    | Чехословаччина | 1 – 1     | Угорщина       | Кубок Центральної Європи | 1    |          |
| 06/10/1929 | Будапешт | Угорщина       | 2 – 1     | Австрія        | товариський матч         | -    |          |
| 12/04/1931 | Будапешт | Угорщина       | 6 – 2     | Швейцарія      | Кубок Центральної Європи | 1    |          |
| 03/05/1931 | Відень   | Австрія        | 0 – 0     | Угорщина       | Кубок Центральної Європи | -    |          |
| 20/09/1931 | Будапешт | Угорщина       | 3 – 0     | Чехословаччина | товариський матч         | 1    |          |
| 13/12/1931 | Турин    | Італія         | 3 – 2     | Угорщина       | Кубок Центральної Європи | -    |          |
| 19/02/1932 | Каїр     | Єгипет         | 0 – 0     | Угорщина       | товариський матч         | -    |          |
| 20/03/1932 | Прага    | Чехословаччина | 1 – 3     | Угорщина       | товариський матч         | -    |          |
| 24/04/1932 | Відень   | Австрія        | 8 – 2     | Угорщина       | товариський матч         | -    |          |
| 08/05/1932 | Будапешт | Угорщина       | 1 – 1     | Італія         | Кубок Центральної Європи | -    |          |
| 19/06/1932 | Берн     | Швейцарія      | 3 – 1     | Угорщина       | Кубок Центральної Європи | -    |          |
| 02/10/1932 | Будапешт | Угорщина       | 2 – 3     | Австрія        | товариський матч         | 1    |          |
| Усього     |          | Матчів         | 15        |                | Голів                    | 4    |          |

## Титули і досягнення

### Як гравця
«Хунгарія»
- Чемпіон Угорщини: 1928–29
- Володар Кубка Угорщини: 1932
- Найкращий футболіст Угорщини 1929

### Як тренера
«Чепель»
- Чемпіон Угорщини: 1947-48

«Гонвед»
- Чемпіон Угорщини: 1952, 1954, 1955

«Хапоель» (Тель-Авів)
- Володар Кубка Ізраїлю: 1961